# 12e législature de Peleliu

La 12e législature de Peleliu est la 12e session de la Législature de l’État de Peleliu.
Elle fait suite à la 11e législature de Peleliu, qui était entrée en fonction en janvier 2013.

## Déroulement

### Élections
L'élection des membres de la Législature a eu lieu le 1er décembre 2015 lors des élections générales.

### Première prestation de serment et annulation par la Cour suprême des Palaos
Le 1er janvier 2016, les nouveaux membres élus de la Législature ont prêté serment en deux groupes. Le premier groupe de huit personnes a prêté serment à Koror tandis que le second groupe, de six personnes, a prêté serment à Peleliu. En réaction, le groupe ayant prêté serment sur Peleliu déposa une plainte auprès de la Cour suprême des Palaos afin que la prestation de serment ayant eu lieu à Koror soit déclarée nulle ainsi que l'ensemble des activités de la législature en découlant.
La position des législateurs présents à Peleliu était que non seulement la prestation de serment n'avait pas eu lieu sur Peleliu, mais qu'en plus de cela, elle n'avait pas eu lieu le 2 janvier. De même, il estimait que le titre de chef de Uchelsias était contesté et que par conséquent Yukiwo Shmull n'avait pas le droit d'occuper un siège à la législature.
En réponse, le groupe de Koror estimait que la première session, durant laquelle la prestation de serment doit avoir lieu, fait référence à la réunion elle-même, et pas à son lieu, estimant qu'il n'y avait pas de bâtiment gouvernemental sur Peleliu.
La Cour suprême reconnu alors que le titre de chef de Uchelsias était encore contesté et qu'il était donc encore vacant. Par conséquent, le groupe de Koror n’atteignait plus le quorum. Cependant, la Cour fit également remarqué que le groupe de Peleliu n'atteignait pas, non plus, le quorum.
Finalement, les prestations de serment des deux groupes de la 12e législature ont été annulées par la Cour suprême des Palaos le 8 mars 2016. En conséquence, Peleliu devint le premier État des Palaos à appliquer le Caretaker Government Act.

### Résolution de la crise
Au mois de juillet, les membres de la législature ont accepté de trouver une solution à leur différend.
La crise fut finalement résolue le 9 août 2016 quand une majorité des membres de la législature (8 membres) se sont réunis afin de reconnaître le chef de Uchelsias comme étant Yukiwo Shmull. Le 18 août, après sa prestation de serment, il est entré en fonction.

## Membres de la Législature
| Nom               | Qualité                                                     | Groupe durant la crise |
| ----------------- | ----------------------------------------------------------- | ---------------------- |
| Billy Rekemel     | Membre, au titre de la circonscription générale de Peleliu. | Peleliu                |
| Florah Tewid      | Membre, au titre de la circonscription générale de Peleliu. | Peleliu                |
| Cordino Soaliblai | Membre au titre du village de Ngerdelolk                    | Peleliu                |
| Mesai Chin        | Membre au titre du village de Ngesias                       | Peleliu                |
| Edburgh Mabel     | Membre au titre du village de Ngerkeukl.                    | Peleliu                |
| Charles Rekemel   | Membre au titre du village de Teliu.                        | Peleliu                |
| Isao Singeo       | Obak'l Delolk (chef)                                        | Koror                  |
| Donald Haruo      | Renguul (chef)                                              | Koror                  |
| Kuniwo Nakamura   | Obak'l Lechol (chef)                                        | Koror                  |
| Harlan Nicholas   | Membre, au titre de la circonscription générale de Peleliu. | Koror                  |
| Andres Napoleon   | Membre au titre du village de Ngerchol.                     | Koror                  |
| Eufrasia Remeliik | Membre, au titre de la circonscription générale de Peleliu. | Koror                  |
| Yukiwo Shmull     | Uchelsias (chef)                                            | Koror                  |
| Postol Remeliik   | (chef)                                                      | Koror                  |